# Tasmaanse boomvaren
De Tasmaanse boomvaren (Dicksonia antarctica) is een rechtopstaande, tot 15 meter hoge boomvaren. 

## Kenmerken
De stam is stevig en overdekt met resten van oude bladstelen. De stam is bovenaan evenals de bladvoeten bezet met een dichte, lange, bruine beharing. De talrijke, samengestelde bladeren zijn dubbel- of drievoudig geveerd. Jonge bladeren zijn opgerold en dichtbehaard. De volgroeide bladeren zijn 2 tot 4 meter lang en ontspringen aan de bovenkant van de stam. De deelblaadjes zijn 30 tot 40 cm lang en diep ingesneden. Aan de onderzijde van de deelblaadjes vlak bij de bladrand bevinden zich de sporen in geelachtige tot bruine, bolvormige sporenhoopjes.

## Voorkomen
De Tasmaanse boomvaren is endemisch in Australië, waar deze voorkomt in Zuidoost-Queensland, de kustgebieden van Victoria en New South Wales en in Tasmanië. In het wild komt deze soort vooral voor in gebieden met een hoge relatieve luchtvochtigheid, langs de beddingen van kreekjes, in geulen en soms ook op een grotere hoogte in nevelbossen.

Tasmaanse boomvaren
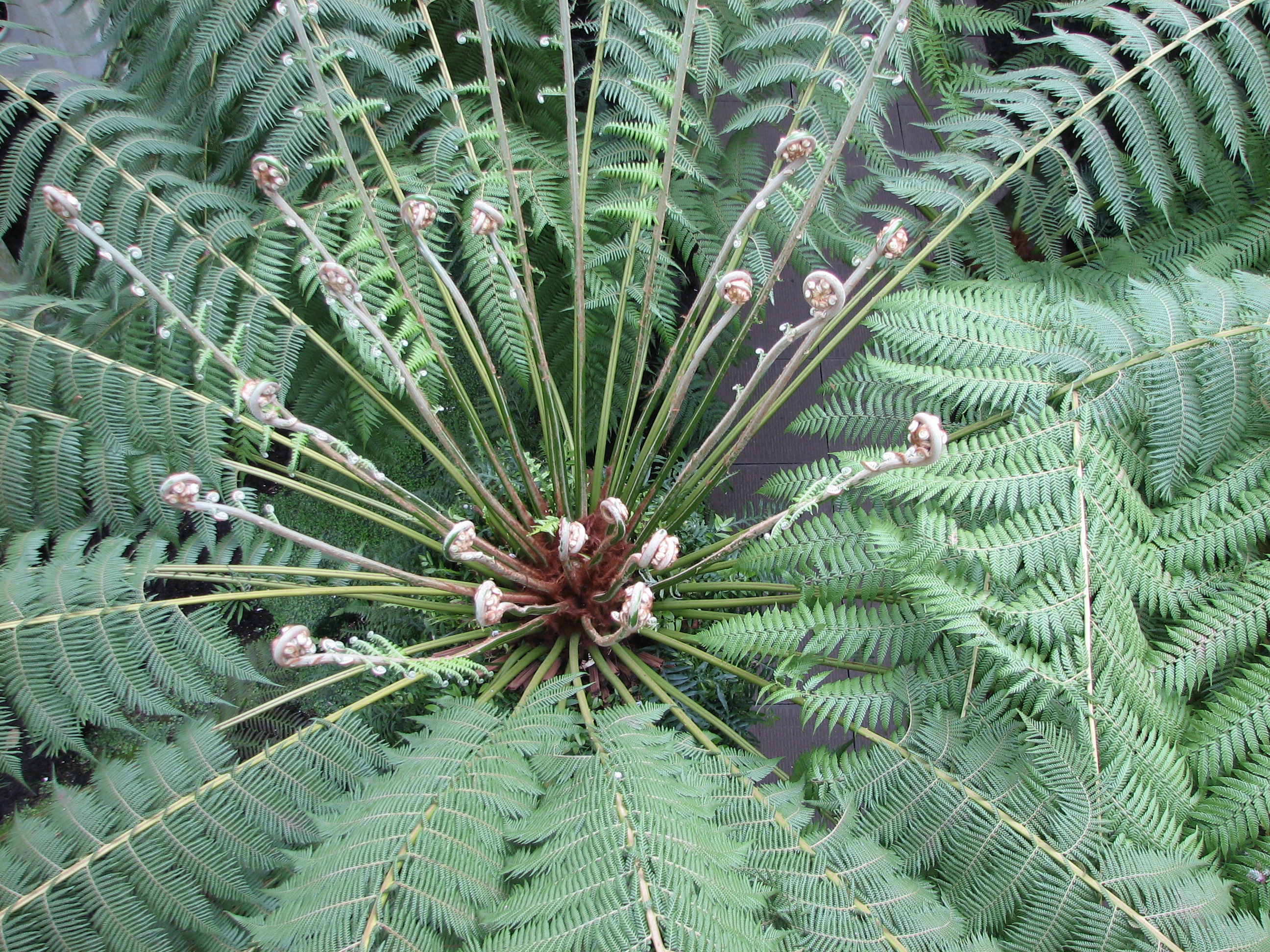
Jonge bladeren
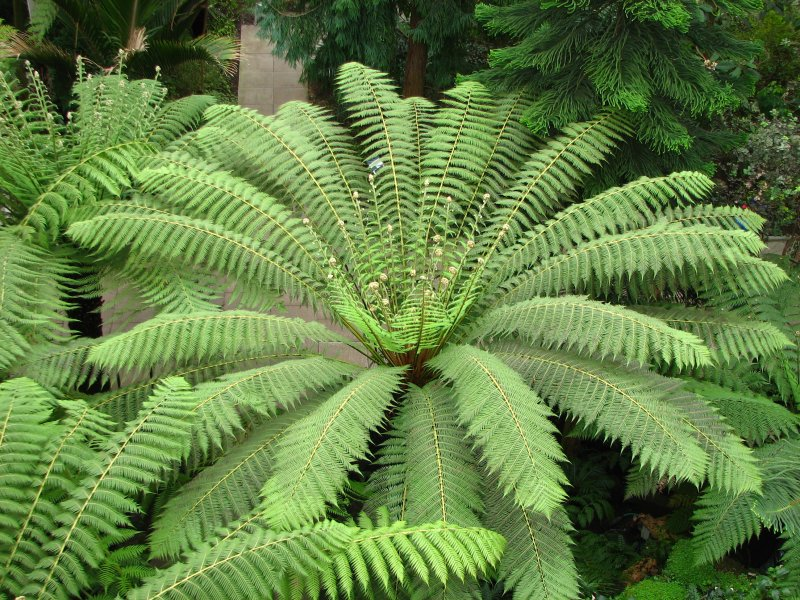
Bovenaanzicht
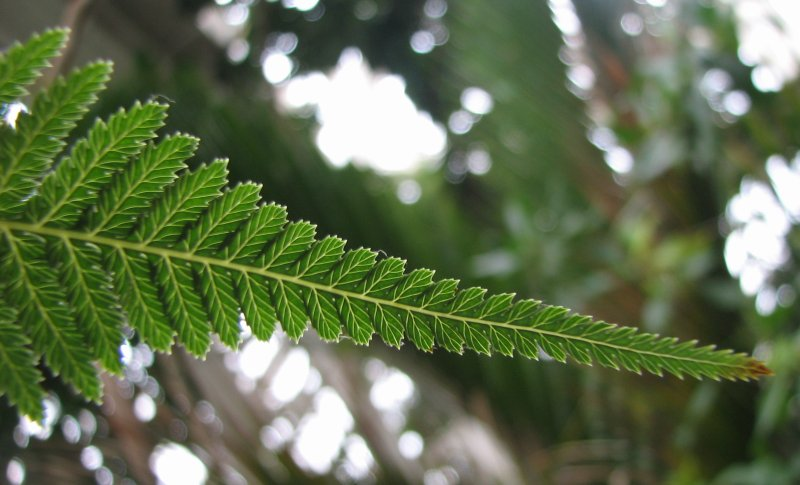
Deelblaadje
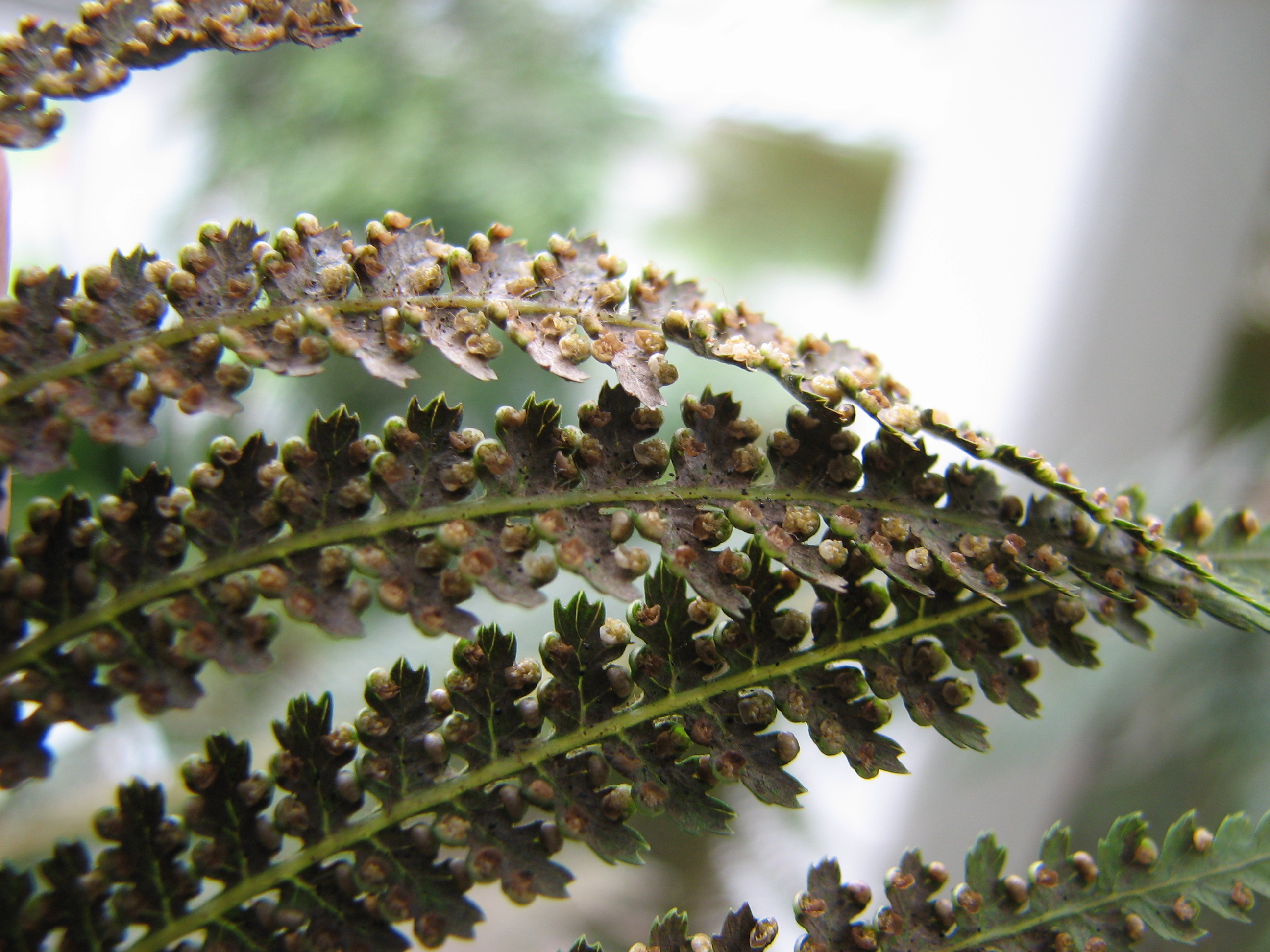
Sporenhoopjes
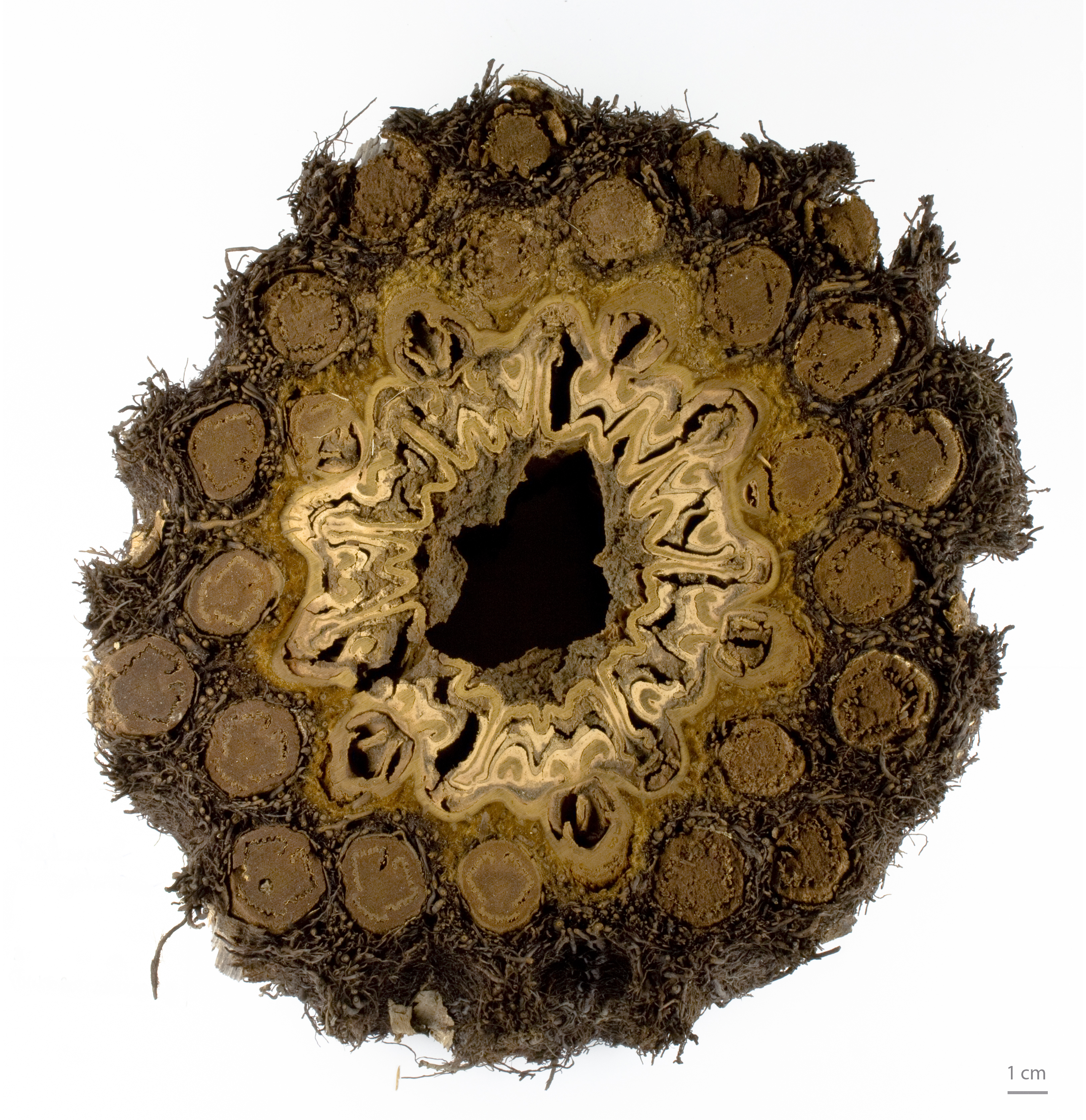
Dwarsdoorsnede stam

## Sierplant
De Tasmaanse boomvaren wordt ook gebruikt als sierplant. Per jaar worden er minstens 80.000 exemplaren uit Tasmanië geëxporteerd, onder andere naar België en Nederland. Desondanks is hij niet bedreigd dankzij de strenge Australische wetgeving.